# 藤沢周次
藤沢 周次（ふじさわ しゅうじ、1875年4月10日 - 1945年11月29日）は明治・大正期日本の英文学者、劇作家。学習院名誉教授。号は古雪（こせつ）。

## 来歴
1875年（明治8年）、新潟県士族（元佐渡奉行所幕臣）・藤沢親之の次男として東京府に生まれる。幼名は菊丸（きくまる）。東京帝国大学文学部英文科に入学し、小泉八雲（ラフカディオ・ハーン）から英語を学んだ。在学中、英作文の優秀者に与えられる賞を受賞しているが、その理由は英文の正確さ以上に「内容が優れている」と評されてのものであった。同期には森清（子爵、森有礼長男）、内ヶ崎作三郎（衆議院議員）、小日向定次郎（英文学者）、栗原基（同）、小島武雄（旧制第五高校教諭）らがいる。
1901年（明治34年）に東京帝国大学を卒業した後、志願兵として青山の陸軍歩兵第3連隊に配属されるが訓練中に右手を負傷して除隊され、療養生活に入る。この頃から「藤沢古雪」の名義で戯曲の執筆やドイツ文学の翻訳に従事した。1904年（明治37年）、北海タイムス社が主催した『北海道歌』の歌詞募集において応募作が入選する。この入選作は小山作之助の作曲で、11月3日付の同紙1面に歌詞と楽譜が掲載された。
1905年（明治38年）12月に嘱託で学習院の英語教授となり、翌1906年（明治39年）6月に高等官6等の待遇で正式に着任する。学習院高等科で英語主任を務めていた1925年（大正14年）、英語および英文学研究のためヨーロッパへの渡航を命じられる。1年2か月の渡航留学で初めはパリ、後にロンドンへ滞在し、帰りの船では教え子の秩父宮雍仁親王と乗り合わせた。船上では手慰みにスケッチを描いていたが、その腕前は本職の画家にもひけを取らない出来栄えであり親王は「藤沢は絵で飯が食えるのだ」と激賞したという。
1936年（昭和11年）、依願により学習院中等科主任を退官。名誉教授の号を授与される。
1945年（昭和20年）11月29日、杉並区阿佐谷の自宅で脳溢血のため死去。享年71（満70歳没）。生涯独身で妻子はいなかったため、甥の藤沢威雄が喪主を務め12月23日に親族のみで葬儀が行われた旨の死亡広告が翌1946年（昭和21年）1月14日付の毎日新聞に掲載された。

## 作品
特に注記の無い場合は「藤沢古雪」名義。

### 戯曲
- ささやき（金港堂、1903年）
- 史劇 がらしあ（大日本図書、1907年） - 藤沢周次名義。
- 珊瑚の宮（敬文館、1926年） - 藤沢周次名義。

### 訳書
- 人形のすまゐ（原作：ヘンリック・イプセン、抄訳。『新文芸』1901年4〜5月号）

『ささやき』に収録。
- 新婦人（原作：ヘルマン・ズーダーマン 弘文館、1909年）
- 世界少年文学名作集 第10巻（家庭読物刊行会、1920年）

アルフォンス・ドーデ『快男子タルタラン』、フリードリヒ・フーケ『アンデイン』の2作品。
- 悲劇 オルレアンの少女（原作：フリードリヒ・フォン・シラー 1903年冨山房刊、1938年冨山房百科文庫として復刊）

### 研究書
- 英国文学史（博文館、1907年） - 藤沢周次名義、栗原基との共編著。

## 家族・親族
- 父：藤沢親之 - 佐渡奉行所幕臣。
- 兄：藤沢利喜太郎 - 数学者・貴族院議員。
- 姉：山口ソノ - 物理学者・山口鋭之助に嫁ぐ[6]。
- 弟：藤沢巌 - 海軍少将。
- 甥：藤沢親雄 - 国家主義者、国士舘大学教授。利喜太郎長男。
- 甥：藤沢威雄 - 企画院第七部長。利喜太郎次男。

## 栄典
- 1940年（昭和15年）8月15日 - 紀元二千六百年祝典記念章[7]